# 閩越
閩越，又稱閩越国、闽粤、东越，是中国历史上的一个国家，定都东冶（今中华人民共和国福建省福州市鼓楼区华大街道屏山），后东越王余善在闽北建立王城（今武夷山市兴田镇城村）。
在中國戰國時期，越國主要势力被楚國所滅，於越人外遷至閩中地区，與當地的百越土著“闽人”融合为闽越人，建立闽越，存在的時間大致为前306年—前110年1月。前202年之後的六、七十年之間，國力達到鼎盛，是當時中國東南方勢力最強的國家。

## 歷史

### 越人南遷
前306年（越王无彊三十七年，楚怀王二十三年），楚国大败越国，杀死越王无彊，夺取越国大片领土，导致越國分崩离析。部分越國王族在此时渡海入閩，有的住在越遷山（在今福建省福州市长乐区）。越人在閩地北部定居下來後，建立閩越，與當地原住民逐漸融合为閩越人。

### 無諸之治

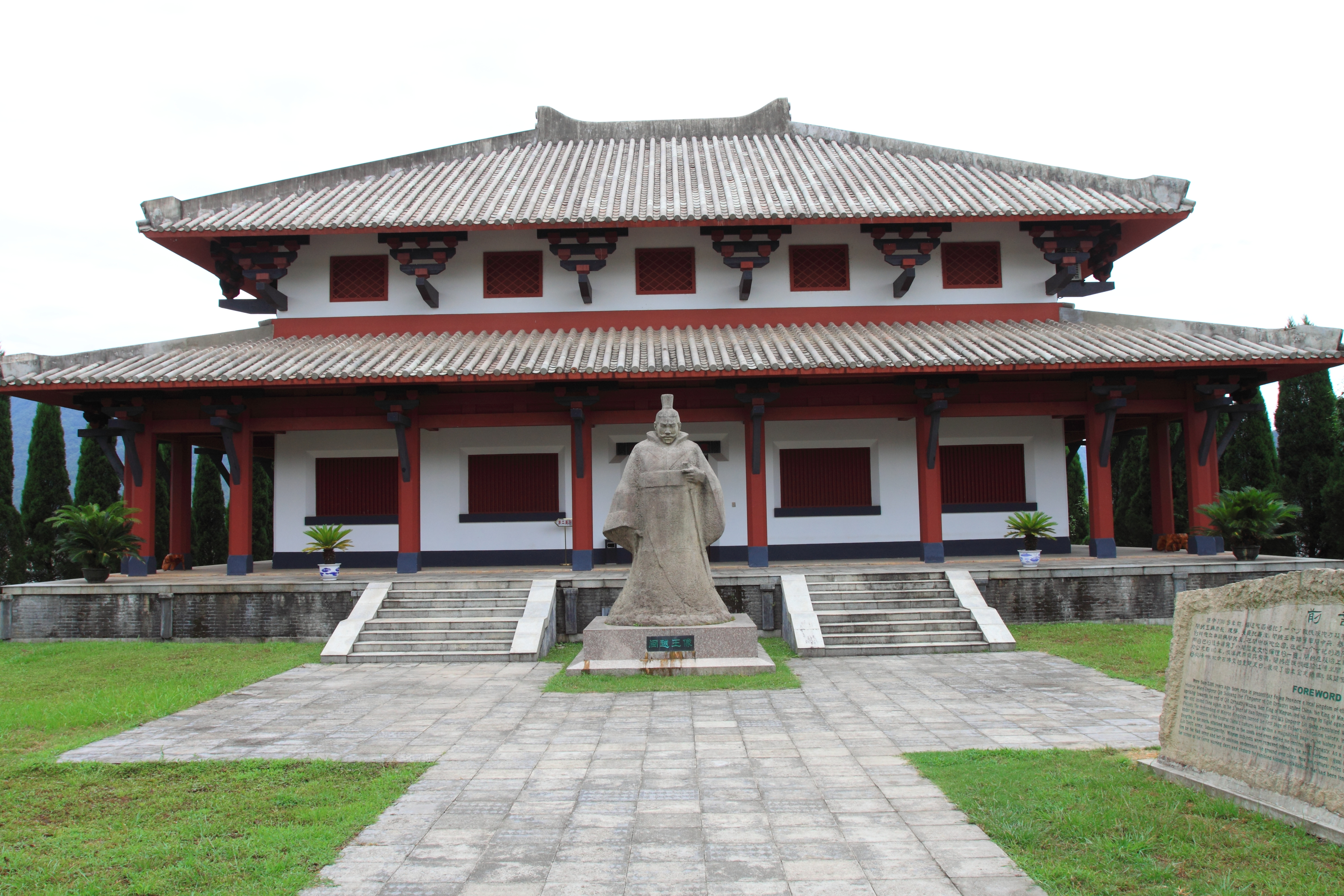
閩越王城博物館的無諸雕像

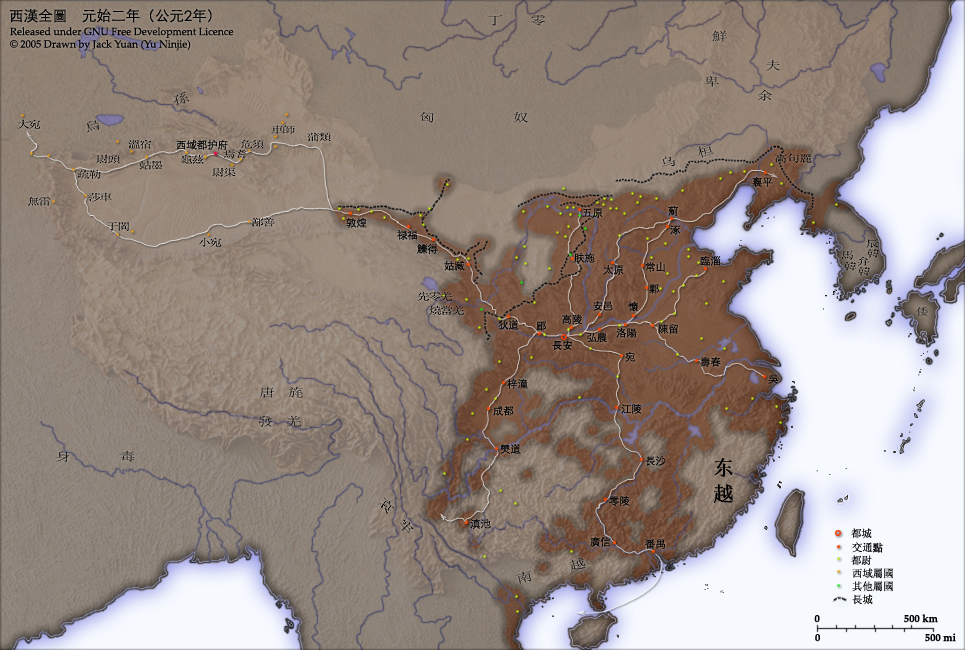
闽越（东越）的位置在西汉初期版图的东南方

前222年（秦王政二十五年），秦國消滅楚國後，向閩越進軍，於闽地設置「閩中郡」。當時秦朝認為閩中遠離中原，地處偏遠、山高路險，而且越人強悍，難於統治。因此，「閩中郡」雖為秦朝的四十郡之一，建制卻不相同，秦未派官员到閩中來，只是廢去闽越王無諸的王号，改用「君長」的名號讓無諸繼續統治閩中。因此，秦朝只是名義上建立閩中郡，實際上並未在閩中實施統治。
秦末，陳勝、吳廣揭竿起義後，君長無諸跟隨吳芮北上中原協助各國諸侯消滅秦國。秦朝滅亡後，項羽未分封無諸為王。前206年（汉王元年），楚漢戰爭爆發，無諸再度北上幫助漢王劉邦打擊西楚霸王項羽。前202年，楚漢戰爭結束，項羽自殺，劉邦稱帝建立漢朝。劉邦建國後，大肆分封功臣。前202年（漢高帝五年），無諸受封閩越王，建都東冶，繼續統治閩越。前195年（汉高帝十二年），汉高帝封南武侯织为南海王，析置闽越西南部和南越东部为南海国。前192年（汉惠帝三年），汉惠帝封闽君摇为东海王，析置闽越北部为东瓯。无诸可能在前192年以前去世。

### 弟甲弑王
無諸死後，又经历数代闽越王的统治，但史书没有载明其世系。约在汉武帝在位初期（前141年—前135年），当时的闽越王（名字不详）被其弟甲杀死。甲弑兄后也被杀死，其属下部众一时群龙无首。

### 南征北伐
汉景帝三年（前154年），汉朝发生吳楚等七國之亂，吳王劉濞邀请闽越、东瓯两国共同出兵，闽越没有听从，东瓯则发兵跟从。七國之亂被汉朝镇压后，劉濞的兒子劉子駒逃亡到閩越，因为怨恨东瓯杀死其父，常勸說闽越攻打東甌。於是闽越在前138年（西汉建元三年）大舉進攻東甌，包圍其都城，東甌向漢朝求援。漢武帝派嚴助率軍，自會稽從海上增援東甌。闽越军見漢軍到来，撤退回國。此後，東甌人被漢朝遷到江淮一帶，閩越成為漢朝東南方最強盛的國家，百越諸部因此臣服，周邊的劉姓諸國均以財物珍寶討好閩越。
前135年（建元六年），閩越王郢發兵攻打南越，南越王趙胡上表漢廷請求增援。漢武帝遣大行王恢率軍自豫章出發，大司農韓安國自會稽出發，水陸並進攻打閩越。郢立即發兵拒險。其弟余善認為漢軍強大，不可與之為敵，與大臣合謀，用鏦（矛）擊殺郢，向漢朝投降。也暫時結束閩越向外擴張的野心與企圖。

### 雙王并立
前135年（建元六年），郢被殺後，漢朝軍隊撤回北方，漢武帝冊封並未參與入侵南越行動的閩越繇君——丑為「越繇王」（也作「繇王」），命令其統治閩越。然而，刺殺郢成功的余善受到閩越宗室與貴族們的支持，威行於國中，私下自立为王，繇王拿他没办法。於是，漢廷只好再冊封余善為「東越王」，與繇王一同統治閩越；然而，閩越的權力基本上仍在東越王余善的手中。丑去世后，居股繼承繇王之位。

### 余善稱帝
元鼎六年（前111年）秋，東越王余善刻「武帝」璽，自立為帝，並發兵反漢。這時的西漢王朝經過近百年的休養生息，國富民強，特別是漢武帝在位期間，漢朝進入鼎盛時期。漢武帝在擊敗北方匈奴、解除北方邊患之後，調遣四路大軍共數十萬人圍進攻閩越。余善建六座城池拒汉兵。

### 居股降漢
漢朝對閩越內部採取分化瓦解的手段，爭取繇王居股、建成侯敖和原来的越衍侯吴阳殺余善後降漢。漢武帝為徹底消除後患，詔令大軍將閩越舉國遷往江淮內地，同时拆毁閩越的城池和宮殿，时为元封元年冬（前110年1月）。

## 地理与人口

### 疆域
西汉初期，闽越辖境南界南越东北（今福建九龙江一带），西达今江西省东北部铅山，北至东瓯。在秦征百越之前，今浙南、赣东北和粤东也为闽越属地。境内有泉山。
此外，今台湾可能也是闽越属地。《越绝书·越绝外传记地传》记载，“句践徙治山北，引属东海，内、外越别封削焉”“因徙天下有罪适吏民，置海南故大越处，以备东海外越”，学者辛土成认为“外越”即今台湾。《临海水土志》记载，夷洲为“众山夷所居，山顶有越王射的正白，乃是石也”。《太平寰宇记·卷九十八》记载，“夷州四面是溪，顶有越王钓石在焉”。《臺灣通史》称，“或曰楚灭越，越之子孙迁于闽，流落海上或居于澎湖”。《辞海》的“闽越”词条称，“台湾也有闽越人聚居”。但此说在学术界有较大争议。

### 部族
閩越的居民主要是閩越人，是古代福建的原住部落，為百越的一支。對於閩越部落的形成，史學界有兩種看法。第一種認為閩越人是福建的原住部落；第二種則認為是越國人與古閩人的融合。

### 人口
有人認為南越、閩越二國的甲卒都各有數十萬，甚至近百萬，其全國人口當然都以百萬計。
《福建历代人口论考》一书认为，闽越灭亡时的人口为40万左右。
根據《漢書》給出公元2年的人口數據，原越國、東甌、閩越故地的會稽郡人口有1032640人。

## 外交

### 與秦朝的外交
前222年，秦国攻克閩越後，於東冶設置閩中郡，並廢閩越王無諸為「君長」，让他繼續統治該郡。此時的閩越虽然名義上亡國；但事實上閩中郡並未直接受到秦朝的統治。

### 與漢朝的外交
閩越與漢朝的外交可分為兩個階段，臣屬與對立：
前202年楚漢戰爭後，劉邦戰勝項羽稱帝。漢朝建立後，劉邦開始分封功臣，無諸因此受封閩越王，封國閩越。此時閩越的地位是漢朝的外臣（與南越、東甌相同）。前112年冬（元鼎六年冬十月），漢武帝發兵消滅南越後。翌年，余善得知漢朝有進攻閩越的企圖，勃然大怒，遂自稱「東越武帝」，並刻皇帝印璽以自立。此後的閩越（東越）自主並與漢朝對立，直到余善被繇王居股殺害、閩越亡國為止。
闽越与汉朝的诸侯国：淮南国、吴国、庐江国、江都国也有外交往来。

### 與南越的外交
南越位於閩越的西南面，疆域包含今日的兩廣與越北。南越是秦朝南海尉趙佗於秦末時建立的國家，都城位於番禺。前196年（汉高帝十一年），南越臣服西汉，与闽越都作为漢朝外臣。前180年（汉高后八年），南越武帝赵佗用财物贿赂闽越，使其臣属。前135年，閩越王郢入侵南越，趙眜請求漢武帝出兵，间接殺死閩越王郢。

### 與東甌的外交
根據史記記載，閩越與東甌的王室都是越國王室的後裔。當兩國分別傳位至無諸與搖時，皆被秦始皇征服並廢位，後降級為隸屬於秦朝的「君長」。前202年，楚漢戰爭結束，又皆因幫助漢高祖劉邦稱帝，而分別受封復國，國號閩越與東甌。
前154年，漢朝發生七國之亂，兵敗後，吳王劉濞逃至東甌避難，但卻遭東甌王弟「夷鳥將軍」刺殺而死。吳王子劉駒則是逃至閩越，由於對東甌刺殺其父十分不滿，因此他經常遊說閩越朝廷發兵進攻東甌。前138年（漢建元三年），閩越發兵圍困東甌都城，東甌轉而向漢朝求援。但在漢軍抵達前，閩越軍早已聞訊撤退。閩越軍隊撤退後，東甌迫於閩越的壓力，因而請求漢朝允許東甌舉國遷往江淮，國除。閩越與東甌的關係也就此告一段落。

## 文化

### 语言文字
境內土著使用的语言是閩越語，為百越語的一個分支。現今的閩語（閩東語、閩南語、闽北语等）的用詞主要來自五胡亂華起由中原帶來的古漢語，但閩語支仍保留了部分閩越語底层词汇。
在福州冶山、武夷山城村等闽越王宫遗址中，都发现了陶文、瓦文、瓦当文，冶山宫殿遗址中发现的板瓦和筒瓦正面戳印有闽越文字，目前均无法辨识。武夷山汉城遗址中还多见封泥文、铜弩机铭文、铜印文等，皆为汉字，可见当时汉字至少已在闽越上层通行。其中青铜弩机“河内工官”名文表明，此系中原输入的兵器；铜印文字表明闽越官员已习汉字。其余筒瓦、板瓦上戳印或模印的闽越文字，常见一二字，最多四字；书体有隶书、篆书或介于隶篆之间的汉字，书法与中原地区的一致，大部分文字不能辨识，疑是闽越人自创的文字。闽越国遗址发现的汉字，有官方，有民间，用途不一。
1995年，在城村汉城内下寺岗遗址出土一枚铜印，是迄今为止唯一出土的闽越铜印，其印面为方形，阴刻“中门信印”四字。

### 姓氏
闽越宗族还保留一定的氏族血缘关系。同时，逐步吸纳北方汉人，因此开始出现汉人的姓氏和名字，出现姓名的多元化现象，这在冶山考古发掘中已有一些证据。闽越王族统姓“驺”，上层贵族一般只记其名而不称姓，如闽越王无诸、郢、余善，建成侯敖、将军多军等，反映他们保留氏族传统习惯。还有称闽君摇、繇王居股等，这些应是闽越贵族的爵邑名号。闽越人使用汉姓，见于史书的有越衍侯吴阳。

### 建築
前202年，汉高祖封无诸为闽越王，统治闽中地区。这一年，无诸开始修建闽越王城“东冶”。无诸和后来的东越王余善在闽北修筑六座军事要塞性质的城池（城村汉城、大潭城、乌坂城、临浦城、临江城、汉阳城），用于防止西汉入侵，统称“拒汉六城”。
闽越王城的確切地點在学术界曾引起各种争论。福建师范大学社会历史学院博士生导师戴显群教授表示，之前曾出现“崇安论”、“福州论”、“浙南论”等，而武夷山汉代古城遗迹的发现更是一度让“崇安论”独领风骚。但是近几年，屏山附近的考古发现豐富，使“福州论”成为主流说法。
福建省考古队队员高建斌表示，1990年代在屏山一带曾有不少考古发现，其中鼓屏路钱塘巷基建工地，发现了汉代文化堆积层、几何图案的陶片等文物。1997年，屏山永辉超市附近，出土多块“万岁瓦当”，轰动一时，並可能与汉代皇宫有关。此后，省财政厅工地的探方中又发掘出两期叠压的建筑遗迹。而在後續屏山站地铁施工现场的考古勘察中，年代分明的地层、宫廷级别的汉代陶片、疑为城墙遗址的“砖墙”，再一次為閩越王城“福州論”提供了有力论证。 （页面存档备份，存于）

### 宗教

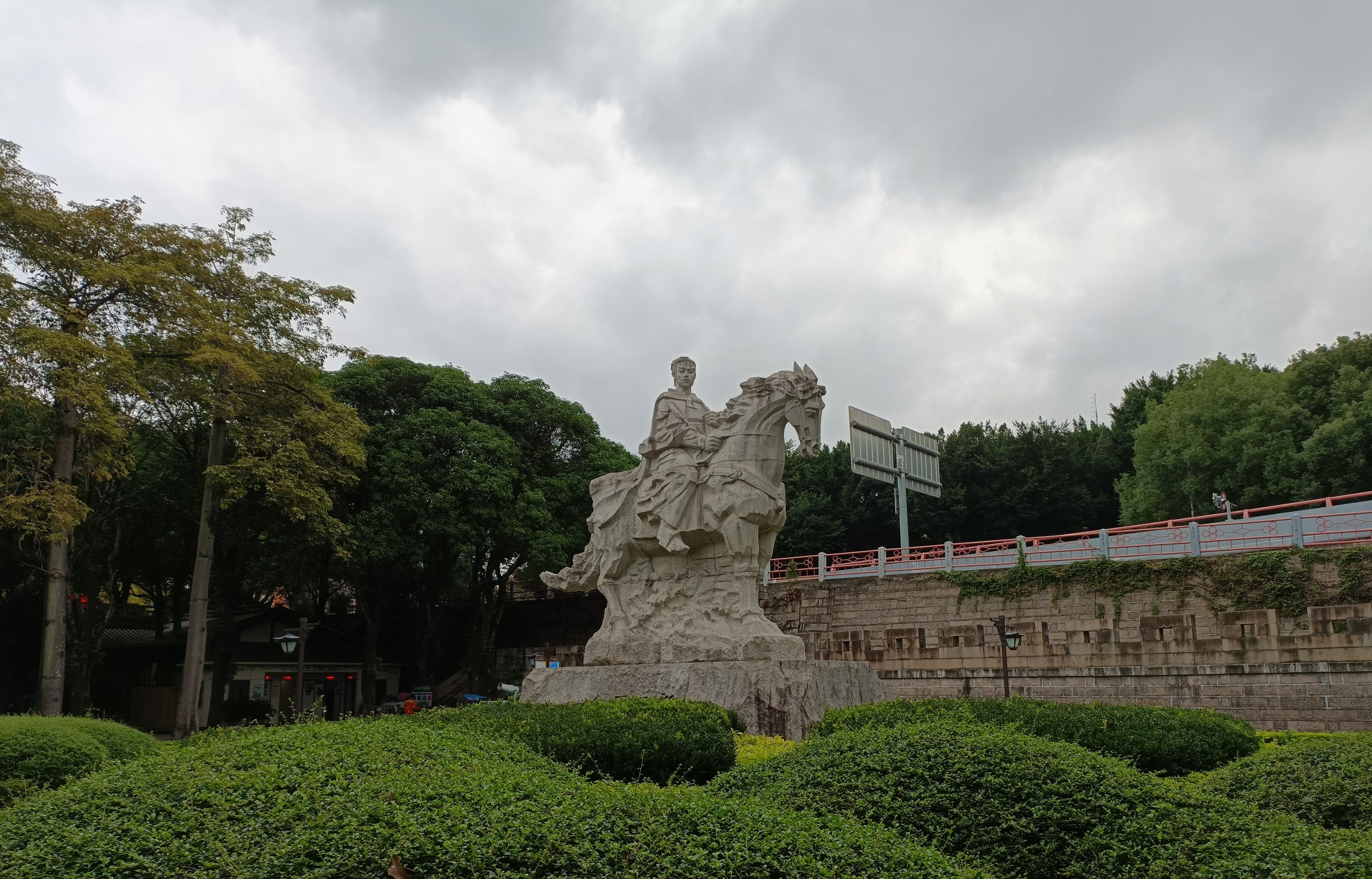
福州白马河公园的白马三郎雕像

福建至今仍傳承著閩越人遺留的古代信仰，如皇太姥、武夷君等閩越山神；無諸、白马三郎等閩越英雄神；猴神齊天大聖、蛇神蟒天神王及九使爺、蛙神鐵甲將軍等閩越動物神，這些閩越古神多已漢化並融入漢人民間信仰。據《三山志·祠廟》記載，福州在唐代大曆之前，有名望得以通祀的只有南台廟（祭祀無諸）、鱔溪廟（祭祀騶寅，即白馬尊王）、城隍廟、明德贊福王廟（祭祀郢）四處廟宇，除城隍外，其餘三處皆為閩越人所遺留，今唯獨對明德贊福王郢的崇拜似已失傳。
现今闽南人保留的“拜天公”风俗，並非从北方传来，而是闽越人祭天习俗的延续。“天公”實為闽越传说中的“天帝”，民間常將其與道教的玉皇大帝混為一談。

### 風俗
兩千多年前，閩地（今福建）对中原文明来说还是偏遠之地。當地毒蛇很多，人們敬畏蛇，把蛇當作是部落的圖騰。蛇在古語中又被稱為長蟲，就以蟲為義，把這裡稱為閩。台灣學者吳守禮認為漢朝許慎著作《說文解字》時解釋這個「閩」字為「東南越蛇種」。請看：「閩」字的構成，從「門」從「虫」；「門」是音符，「虫」是義符。依我看，這義符「虫」，可能就是許慎解釋做「蛇種」的由來，就是說許氏據字形而做的解釋。如今我們似乎可以用民俗學的眼光，把「閩」解釋為：以蛇紋的形狀做「圖騰」（Totem）的民族，並不是「蛇」變「人」，這樣比較合理。
目前仍流行于闽南地区的民间舞蹈“拍胸舞”被认为是闽越人舞蹈之遗存。蛇为闽越人的图腾崇拜物。舞者头上特别箍上一个草绳箍，形似蛇，把稻草扎成草箍套于头上，既是闽越稻文化的一种遗存，也是蛇图腾文化的遗存，同时也是闽越人祭祀舞蹈之遗存。拍胸舞者赤裸上身及双足，舞步粗犷威武，舞风近乎野性。

## 遺跡

### 城村汉城遗址
1958年，閩越古城遺跡被發現，並進行了試掘，出土了大量的文物。古城平面似長方形，南北長約860公尺，寬約550公尺，總面積48萬平方公尺。在已發掘的高湖坪，出土了一個大型的宮殿建築群，布局嚴謹，結構完整，底下還舖設了流暢的排水系統。在城內外還發現了多處居住遺址和冶鐵遺址，出土了大量的鐵器、陶器、建築材料和銅器。其中的陶器，無論是形制或紋制，皆與中原地區的陶器截然不同，具有濃厚的地方風格。

### 城村閩越古墓
2000年，在閩越王城遺址東南3公里處，又發現了一處古墓。2002年10月，研究人員開始了探索性的挖掘，經考察後，發現這是一處閩越王時期的貴族古墓。

### 福州屏山閩越宮殿遗址
2012年12月，在福州修建地铁1号线的时候，在屏山一带意外发现了另一座閩越宮殿遺址。随后工程停止，考古队进行发掘。部分遗址被切割运走异地保存，待地铁施工完毕后将运回原址复原。其发掘出来的文物被运往福州市博物馆，部分文物于2014年1月在该馆公开展览。中国社会科学院考古研究所原常务副所长徐光冀认为此次的考古发掘肯定了冶城与闽越王城就在福州。福建省文物局原局长郑国珍认为此次发现的大型夯土台基和宫殿遗迹为闽越王城位于福州提供了有力的证据。福建省文史研究馆馆员、考古学教授欧潭生根据碳十四的检测报告木炭的年代为春秋时期以及城墙、陶片的材料来看证明了闽越王城位于福州。

## 君主列表
| 肖像 | 稱號               | 姓名                 | 在位時間                                       | 備注                                                                                           |
| ---- | ------------------ | -------------------- | ---------------------------------------------- | ---------------------------------------------------------------------------------------------- |
|      | 閩越王             | （中间数代世系不明） | （中间数代世系不明）                           | （中间数代世系不明）                                                                           |
|      | 闽越王 君长 閩越王 | 無諸                 | ？—前222年 前222年—前202年 前202年—前192年以前 | 被秦国廢去闽越王之位，降为君长 秦屬閩中郡時期 助刘邦建立西汉，受封閩越王，復國                 |
|      | 閩越王             | （中间数代世系不明） | （中间数代世系不明）                           | （中间数代世系不明）                                                                           |
|      | 閩越王             | 郢                   | ？—前135年                                     | 為其弟餘善所殺                                                                                 |
|      | （越）繇王         | 丑                   | 前135年—？                                     | 閩越王无诸之孙，受汉封为越繇王（也作繇王）                                                     |
|      | 王 東越王 武帝     | 餘善                 | 前135年—前110年1月                             | 闽越王郢之弟，杀其兄郢后自立为王，后受汉封为東越王 前111年，自稱“武帝”，反漢，后為繇王居股所殺 |
|      | 繇王               | 居股                 | ？—前110年1月                                  | 降漢，降封东成侯，舉國遷江淮，亡國                                                             |

## 研究书目
- 辛土成. . 厦门: 厦门大学出版社. 1988. ISBN 9787561501023.
- 吴春明、林果. . 厦门: 厦门大学出版社. 1998. ISBN 7-5615-1460-3.
- 杨琮. . 福州: 福建人民出版社. 1998. ISBN 7-211-02957-9.
- 王榕春. . 福州: 福建人民出版社. 2001. ISBN 9787211039463.
- 黄荣春. . 福州: 海潮摄影艺术出版社. 2002. ISBN 7-80562-910-2.
- 福建省炎黃文化研究会、福建省文化厅. . 福州: 海峽文艺出版社. 2003. ISBN 7-80640-689-1.
- 易石嘉. . 北京: 华艺出版社. 2011. ISBN 9787802523081.
- 陈名实. . 厦门: 厦门大学出版社. 2012. ISBN 9787561544846.
- 丁海祥. . 福州: 海峡书局、海潮摄影艺术出版社. 2014. ISBN 9787806919743.
- 丁海祥. . 福州: 海峡书局、海潮摄影艺术出版社. 2015. ISBN 9787556701582.

## 外部連結
- YouTube上的文化大百科 閩越王城
- 武夷山旅行社：閩越王城古遺跡之旅 （页面存档备份，存于）
- 泉州土著閩越人 （页面存档备份，存于）
- 福州屏山地鐵站下藏古城 閩越王曾在此建城
- 李辉：〈分子人类学所见历史上闽越族群的消失 （页面存档备份，存于）〉